# Volvo B59-55/Jonckheere type standard 4 SNCV
Ne doit pas être confondu avec Volvo B59-55/Jonckheere type standard 3 SNCV.
Le Volvo B59-55/Jonckheere type standard 4 SNCV est un autobus produit par Volvo et Jonckheere pour la Société nationale des chemins de fer vicinaux (SNCV).

## Caractéristiques
- Nombre produits : 150[1] ;
- Numéros : 4865-5014[1] ;
- Construction : 1977[1] ;
- Châssis : Volvo B59-55 (empattement de 5 500 mm)[1] ;
- Carrosserie : Jonckheere, type standard 4 SNCV[1].

## Matériel préservé
| Illustration | Entité                                            | Réseau d'origine | Numéro(s) (série) | Remarques |
| ------------ | ------------------------------------------------- | ---------------- | ----------------- | --------- |
|              | Musée des Transports en commun de Wallonie (MTCW) | SNCV             | 4998              |           |